# Vincenzo Mangiacapre
Vincenzo Mangiacapre, född 17 januari 1989 i Marcianise, Italien, är en italiensk boxare som tog OS-brons i lätt welterviktsboxning 2012 i London.